# Вибачте, будь ласка
«Вибачте, будь ласка» («Atsiprašau») — радянський художній фільм 1982 року, знятий режисером Вітаутасом Жалакявічюсом на Литовській кіностудії.

## Сюжет
У литовське містечко, до батьківського будинку, повертається відомий композитор і співак, який переживає творчу кризу. Непросто складаються його стосунки з рідними та близькими — тяжкохворою матір'ю, вітчимом та друзями дитинства. Фільм дубльований на кіностудії «Мосфільм».

## У ролях
- Олександр Кайдановський — Пранас
- Еугенія Шулгайте — мати Пранаса (дублювала Н. Зорська)
- Костас Сморігінас — Йонас Кондротас, лікар (дублював Р. Нахапетов)
- Нійоле Ожеліте — Інга (дублювала Г. Булкіна)
- Олена Соловей — Роза
- Регімантас Адомайтіс — Ачас (дублював О. Бєлявський)
- Донатас Баніоніс — гість із Вільнюса (дублював О. Дем'яненко)
- Вацловас Бледіс — батько (дублював П. Винник)
- Дейманте Маркуте — роль другого плану
- Віта Жалакявічюте-Дригас — епізод
- Даля Кярнагене — епізод
- Саулюс Баландіс — епізод
- Вітаутас Калінаускас — епізод
- Вітаутас Кярнагіс — епізод
- Антанас Барчас — гість із Вільнюса
- Антанас Сейкаліс — епізод
- Еляна Гайгалайте — епізод
- Альгімантас Мажуоліс — епізод
- Юлія Сакалайте — медсестра
- Юозас Коскус — епізод

## Знімальна група
- Режисер — Вітаутас Жалакявічюс
- Сценарист — Вітаутас Жалакявічюс
- Оператор — Донатас Печюра
- Композитор — Вітаутас Кярнагіс
- Художник — Вітаутас Калінаускас